# الصوفي (فوهة)
الصوفي هي فوهة صدمية على سطح القمر. يبلغ قطرها 47 كم وعمقها 3,7 كم. سميت باسم عبد الرحمن الصوفي تمجيدا لذكراه.